# Atrouli
Atrouli – gaun wikas samiti w środkowej części Nepalu  w strefie Dźanakpur w dystrykcie Sarlahi. Według nepalskiego spisu powszechnego z 2001 roku liczył on 1162 gospodarstw domowych i 6291 mieszkańców (3150 kobiet i 3141 mężczyzn).